# Order Boyacá
Order Boyacá (hiszp. Orden de Boyacá) – odznaczenie państwowe Republiki Kolumbii ustanowione w 1827, pierwotnie nadawane za zasługi wojskowe, a obecnie za wybitne osiągnięcia dokonane w służbie wojskowej lub publicznej.

## Historia i zasady nadawania
Krzyż Boyacá (Cruz de Boyacá) jako medal pamiątkowy ustanowił prezydent Wielkiej Kolumbii Simón Bolívar w celu uhonorowania uczestników kampanii wyzwolenia Nowej Granady w 1819, której przełomowym wydarzeniem była bitwa nad rzeką Boyacá. Pierwsze nadanie odznaczenia miało miejsce w Plaza Mayor w Bogocie 18 września 1819. Sto lat później – 8 sierpnia 1919 – z okazji obchodów rocznicy kampanii wyzwoleńczej rząd Republiki Kolumbii wydał dekret o powołaniu Krzyża Stulecia Boyacá (Cruz Centenario de Boyacá) jako państwowego odznaczenia wojskowego, przyznawanego również wybranym dyplomatom reprezentującym kraje zaprzyjaźnione z Kolumbią. W 1927 nastąpiła reorganizacja odznaczenia i Krzyż Stulecia Boyacá został zastąpiony Orderem Boyacá, którego statut był później kilkakrotnie modyfikowany. Obecnie order jest nadawany obywatelem Kolumbii za wybitne osiągnięcia dokonane w służbie wojskowej lub publicznej oraz cudzoziemcom – przedstawicielom krajów zaprzyjaźnionych z Kolumbią – w uznaniu ich osobistych dokonań.
Wielkim Mistrzem Orderu i przewodniczącym jego Kapituły (Consejo de la Orden) jest urzędujący prezydent kraju. W skład Kapituły wchodzą także ministrowie – spraw zagranicznych i obrony narodowej – oraz szef kancelarii prezydenta.

## Stopnie orderu
Orden de Boyacá zajmuje drugie miejsce w precedencji odznaczeń państwowych Kolumbii i dzieli się na osiem klas:
- Wielki Łańcuch (Gran Collar)
- Krzyż Wielki Klasy Specjalnej (Gran Cruz Extraordinaria)
- Krzyż Wielki (Gran Cruz)
- Wielki Oficer (Gran Oficial)
- Krzyż Srebrny (Cruz de Plata)
- Komandor (Comendador)
- Oficer (Oficial)
- Kawaler (Caballero)

## Insygnia
Odznaką orderu jest stylizowany krzyż maltański o złotych krawędziach, ramionach obustronnie pokrytych ciemnoniebieską emalią i z umieszczonym centralnie, okrągłym medalionem. Na awersie medalionu widnieje profil Simóna Bolívara, mający formę złotego reliefu. Otacza go pokryty niebieską emalią pierścień o złotych krawędziach, na którym znajduje się napis: „Order Boyaca”. Rewers medalionu jest emaliowany na ciemnoniebiesko i ma złotą krawędź. Widnieje na nim napis: „Republica de Colombia”. Obie inskrypcje są złożone wersalikami.
Gwiazda orderu – przynależna do trzech najwyższych stopni odznaczenia oprócz Wielkiego Łańcucha – składa się z szesnastu wiązek złotych promieni. Na jej środku umieszczona jest powiększona odznaka orderu.
Wstążki orderu są koloru ciemnoniebieskiego z bordiurami o barwach narodowych Kolumbii (żółty, niebieski, czerwony). Wstążka stopnia oficerskiego odznaczenia jest uzupełniona rozetką.
| Wielki Łańcuch | Krzyż Wielki Klasy Specjalnej | Krzyż Wielki | Wielki Oficer |
| Krzyż Srebrny  | Komandor                      | Oficer       | Kawaler       |

| Baretki historyczne | Baretki historyczne             |
| ------------------- | ------------------------------- |
| Krzyż Boyacá 1819   | Krzyż Stulecia Boyacá 1919–1927 |